# Барагаш
Барагаш (рос. Барагаш) — село Шебалінського району, Республіка Алтай Росії. Входить до складу Барагаського сільського поселення.
Населення — 750 осіб (2015 рік).